# Гута (Дрогобычский район)
Гу́та (укр. Гута) — село в Сходницкой поселковой общине Дрогобычского района Львовской области Украины.
Население по переписи 2001 года составляло 44 человека. Занимает площадь 2 км². Почтовый индекс — 82194. Телефонный код — 3244.